# Bob Goslin
Colin Higgs „Bob” Goslin (ur. 9 października 1927 w Wellington, zm. 9 października 1988 w Hastings) – nowozelandzki bokser.
W 1948 wystartował na igrzyskach olimpijskich, na których wystąpił w wadze piórkowej i zajął 17. miejsce. W pierwszej rundzie zmagań przegrał z Eddiem Johnsonem z USA. Miał wystąpić także w wadze koguciej, lecz nie przystąpił do rywalizacji. Był najmłodszym Nowozelandczykiem na tych igrzyskach.
Niedługo po igrzyskach zakończył karierę, jednak w 1953 wrócił do ringu i otrzymał status profesjonalisty. Po rozegraniu trzech pojedynków (wszystkie w 1953) zakończył karierę.